# Iona de Domnonée
Iona de Domnonée roi légendaire de Domnonée du VIe siècle.

## Contexte
La généalogie incluse dans la Vita de Saint Winoc établit que « Iona est le fils de Riatham fils de Deroch fils de Riwal, et père de Judual [Iudwal] ». Arthur de la Borderie affirme que la présence de  Riatham dans cette généalogie est « absolument impossible  ». Il fait de  Iona le fils de Deroch, et émet l'hypothèse que Riatham est peut-être un autre fils de Deroch mort sans avoir régné. Il accorde à  Iona un règne de cinq années vers 535 à vers 540.
D'après la Vita de Saint Samson, un tyran, Conomor s'empare du royaume après la mort accidentelle suspecte d'Iona à l'époque du roi de Paris Childebert Ier. Dans la Vita Saint-Lunaire, Conomor n'est pas accusé d'avoir tué son prédécesseur mais de s'être empare du pouvoir après avoir épousé par la force la veuve du roi défunt, nommé d'ailleurs de manière erronée  Riguald [Riwal] . Dans la Vita de Méloir il est indiqué que Conomor vit avec une sœur du père de Méloir Miliau qui est une fille de Budic de Cornouaille. Dans ce contexte on peut déduire que l'épouse de  Iona était peut-être une fille de Budic.
Leur fils Judual réfugié à la cour du roi mérovingien Childebert Ier à Paris est rétabli sur son trône grâce à l'intercession de Samson de Dol.

## Sources
- (en) Peter Bartrum, A Welsh classical dictionary: people in history and legend up to about A.D. 1000, Aberystwyth, National Library of Wales, 1993, p. 443 IONAS, prince of Domnonée.
- Arthur de La Borderie et Barthélemy-Ambroise-Marie Pocquet du Haut-Jussé Histoire de la Bretagne en VI tomes réédition Joseph Floch Mayenne (1975).